# لوزی‌ماهی تهی
لوزی‌ماهی تهی (نام علمی: Eopsetta grigorjewi) نام یک گونه از تیره کفشک‌ماهیان راست‌روی است.